# Aéroport Kalimarau
L'aéroport Kalimarau (indonésien : Bandar Udara Kalimarau) (code IATA : BEJ • code OACI : WAQT), aussi appelé aéroport de Berau, est un aéroport desservant Tanjung Redeb dans le district de Berau, dans la province de Kalimantan oriental, en Indonésie. Récemment, une nouvelle aérogare d'une capacité de plus d'un demi-millier de passagers et deux passerelles aéroportuaires a été inauguré en octobre 2012.

## Installations
L'aéroport dispose d'une pise orientée 01/19 en asphalte de 1 850 mètres de long sur 30 de large
L'aéroport a un terminal domestique de 10 462 m2, un terminal VIP de 505 m2, un terminal international de 5 700 m2 et un terminal de fret de 592 m2

## Compagnies aériennes et destinations
| Compagnies       | Destinations                     |
| ---------------- | -------------------------------- |
| Garuda Indonesia | Balikpapan-Sultan-A.-M.-Sulaiman |
| Sriwijaya Air    | Balikpapan-Sultan-A.-M.-Sulaiman |
| Wings Air        | Balikpapan-Sultan-A.-M.-Sulaiman |

Édité le 08/03/2018